# Stephen King
Stephen Edwin King, ameriški pisatelj, scenarist, igralec, producent in režiser, * 21. september 1947, Portland, Maine, Združene države Amerike.
King, ki je slavo dosegel že s prvim romanom Carrie (1974), je najbolj znan po svojih grozljivkah, mnoge od katerih so bile upodobljene tudi v filmski obliki. Med njimi so najbolj znane Mačje pokopališče (Pet Sematary), Cujo, Izžarevanje (The Shining), Tisto (It) idr. Velja za enega najuspešnejših sodobnih pisateljev.
Večina njegovih zgodb se dogaja v državi Maine, v kateri se je rodil in živi še zdaj.